# 티로신혈증
티로신혈증(영어: tyrosinemia 또는 tyrosinaemia) 또는 타이로신혈증은 신체가 아미노산 티로신을 효과적으로 분해할 수 없는 일반적으로 선천적인 대사 오류이다. 치료되지 않은 티로신혈증의 증상에는 간 및 신장 장애가 포함된다. 치료하지 않으면 티로신혈증은 간부전으로 이어진다. 오늘날 티로신혈증은 증상이 나타나기 전에 신생아 선별 검사에서 점점 더 많이 발견되고 있다. 저단백 식이, 특수 단백질 조제법, 때로는 약물 치료를 포함하는 초기 및 평생 관리를 통해 티로신혈증 환자는 정상적으로 발달하고 건강하며 정상적인 삶을 살 수 있다.

## 원인
모든 티로신혈증은 페닐알라닌 및 티로신 이화 경로에 있는 다양한 유전자의 기능 장애로 인해 발생하며 상염색체 열성 패턴으로 유전된다.
제I형 티로신혈증은 푸마릴아세토아세타아제 효소를 암호화하는 FAH 유전자의 돌연변이로 인해 발생한다. FAH 결핍의 결과 기질 푸마릴아세토아세타아제가 근위부 신세뇨관 세포와 간세포에 축적되어 각각 신장과 간에 손상을 일으킬 수 있다.
제II형 티로신혈증은 효소 티로신 아미노트랜스퍼라제를 암호화하는 TAT 유전자의 돌연변이로 인해 발생한다. TAT 결핍의 결과로 기질 티로신이 축적되어 안과 및 피부과적 이상을 유발한다.
제III형 티로신혈증은 효소 4-하이드록시페닐피루베이트 디옥시게나제를 암호화하는 HPD 유전자의 돌연변이로 인해 발생한다. III형 티로신혈증은 3가지 상태 중 가장 희귀하며 보고된 사례는 거의 없다. 대부분의 사례에는 지적 장애와 신경학적 기능 장애가 포함되었다.

## 같이 보기
- 티로신